# Erdbeben östlich von Kiruna 2020
Das Erdbeben östlich von Kiruna 2020 ereignete sich am 18. Mai 2020 um 1:11 Uhr (Ortszeit) östlich der schwedischen Stadt Kiruna in Provinz Norrbottens län. Dieses Ereignis ist das größte bergbaubedingte Erdbeben, das jemals in Skandinavien stattgefunden hat.

## Beschreibung
Das Epizentrum lag laut United States Geological Survey (USGS) etwa 3 km südsüdöstlich von Kiruna und hatte eine Stärke von 4,9 mb. Das nationale schwedische seismische Netzwerk an der Universität Upsala gab an, dass das Beben eine Stärke von 4,1 MW hatte. Andere Erdbebendienste meldeten, dass sich das Beben zwischen 4,4 MW und 5,0 MW ereignete. Auslöser für das Beben war das Eisenerzbergwerk Kiruna. Während des Bebens arbeiteten 13 Menschen im Bergwerk, die alle unverletzt blieben. Wegen der Gefahr von Nachbeben wurden sie sofort evakuiert und das Bergwerk bis auf Weiteres geschlossen. Das Bergbauunternehmen LKAB berichtete drei Stunden später, dass die Erschütterungen dazu führten, dass Steine in das Bergwerk stürzten und dass am Standort immer noch seismische Aktivität herrschte. Einen Tag später kamen 300 Mitarbeiter in das Gebiet, um die Schäden zu begutachten. Dabei kamen auch Drohnen zum Einsatz. Erst zwei Jahre später erklärte LKAB die Reparaturarbeiten für beendet.
Bereits 2015 war es in dem Gebiet zu einem Erdbeben gekommen, das zahlreiche Häuser beschädigt hatte.